# Emilio Morollón
Emilio Morollón Estébanez, (Madrid, 23 de julio de 1937 - Valladolid, 17 de febrero de 1992) fue un futbolista español. Jugó de delantero. Es el máximo goleador en la historia del Real Valladolid, con 92 goles (26 en primera división y 66 en segunda).

## Trayectoria
- 1956-57 UD Salamanca
- 1958-64 Real Valladolid
- 1964-65 Real Madrid
- 1965-66 CE Sabadell
- 1966-67 Real Valladolid

## Palmarés
| Título | Club        | País   | Año  |
| ------ | ----------- | ------ | ---- |
| Liga   | Real Madrid | España | 1965 |

## Internacionalidades
- 2 veces internacional con España.

| nº | Fecha                   | Evento                                | Local  | Resultado | Visitante         |
| -- | ----------------------- | ------------------------------------- | ------ | --------- | ----------------- |
| 1  | 9 de enero de 1963      | Amistoso                              | España | 0-0       | Francia           |
| 2  | 11 de noviembre de 1963 | Fase de clasificación - Eurocopa 1964 | España | 1-1       | Irlanda del Norte |

## Otros datos de interés
- Una instalación deportiva de fútbol lleva su nombre en la ciudad de Valladolid.
- Es el máximo goleador de la historia del Real Valladolid, contando todas las categorías.
- Es el cuarto jugador en ser internacional por España vistiendo la camiseta del Valladolid, tras Gerardo Coque, Francisco Lesmes y Román Matito.